# Gothaer Waggonfabrik

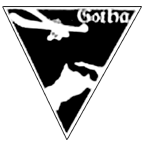
Logo Gothaer Waggonfabrik stosowane w latach 1912–1920

Gothaer Waggonfabrik (Gotha, GWF) – niemiecki producent pojazdów szynowych oraz samolotów z siedzibą w Gocie.
Przedsiębiorstwo zostało założone w 1883 roku pod nazwą Fritz Bothmann & Glück Maschinenfabrik & Carussellbau-Anstalt. Początkowo miało zajmować się produkcją karuzel, ale szybko przestawiono się na produkcję tramwajów. W związku z rozwojem lotnictwa w 1913 roku powstał wydział lotniczy, który szybko rozpoczął prace nad własnymi projektami.

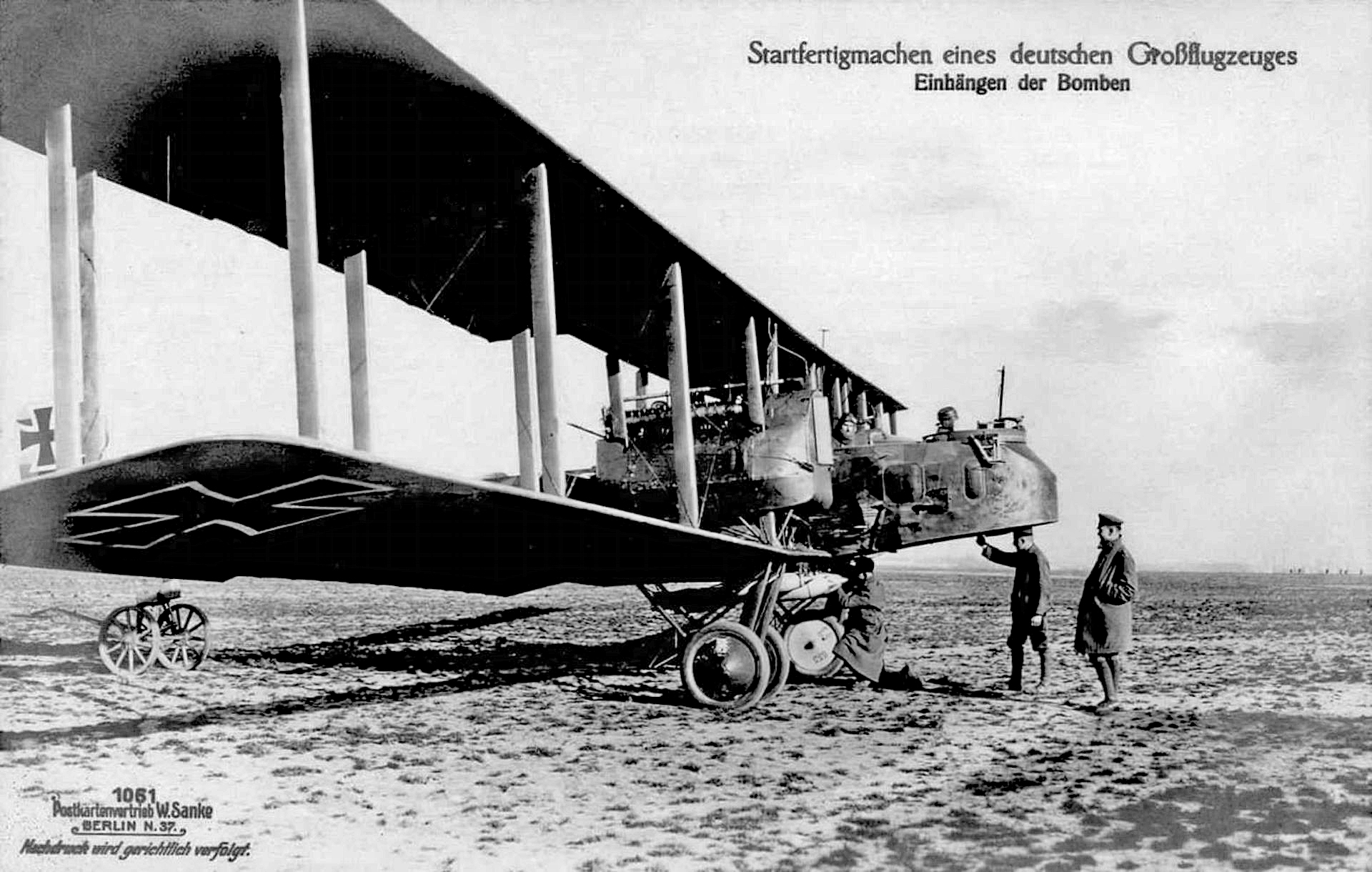
Gotha G.V

Podczas I wojny światowej w zakładach Gotha budowano udaną rodzinę samolotów rozpoznawczych oraz samolotów bombowych dalekiego zasięgu. Produkowane w największej liczbie G.IV i G.V wzięły udział w operacji Türkenkreuz – strategicznych bombardowaniach Londynu. Podczas wojny skonstruowano następujące typy samolotów:
- Gotha G.I
- Gotha G.II(inne języki)
- Gotha G.III(inne języki)
- Gotha G.IV
- Gotha G.V
- Gotha G.VI
- Gotha G.VII(inne języki)
- Gotha G.VIII
- Gotha G.IX(inne języki)
- Gotha G.X(inne języki)

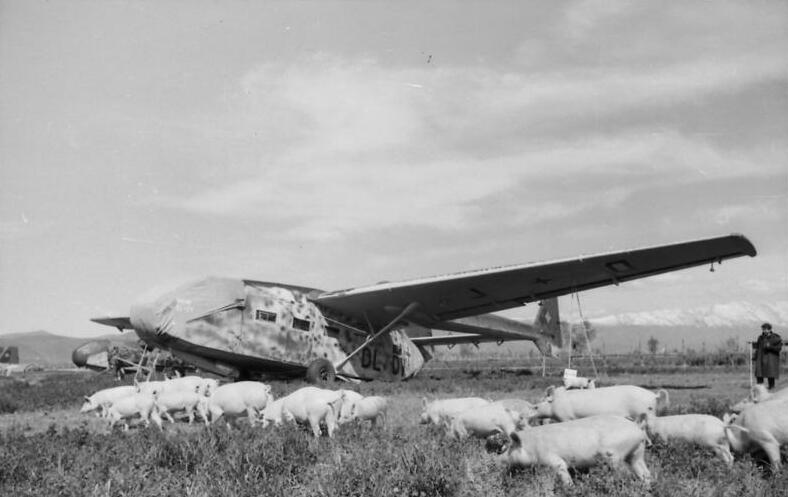
Szybowiec transportowy Go 242, Grosetto, Włochy 1943

Na mocy postanowień traktatu wersalskiego niemieckie przedsiębiorstwa lotnicze musiały zaprzestać konstruowania i budowy samolotów. Przedsiębiorstwo powróciło do produkcji wagonów i tramwajów, a po wykupieniu Fahrzeugwerke Eisenach AG w 1921 roku zajęło się także produkcją samochodów. Dojście Adolfa Hitlera do władzy spowodowało odrzucenie postanowień traktatu i wznowienie produkcji lotniczej. W latach 1933–1945 w zakładach Gotha powstały m.in. następujące typy samolotów:
- Gotha Go 145, samolot treningowy
- Gotha Go 146, dwusilnikowy samolot transportowy
- Gotha Go 147, prototyp samolotu rozpoznawczego krótkiego startu i lądowania (STOL)
- Gotha Go 150, samolot turystyczny
- Gotha Go 242, szybowiec transportowy
- Gotha Go 244, dwusilnikowa wersja Go 242
- Gotha Go 345, szybowiec szturmowy
- Gotha Ka 430, szybowiec transportowy

Produkowano również samoloty na licencji oraz skonstruowane w innych zakładach:
- Horten Ho 229, prototyp samolotu w układzie latającego skrzydła
- Heinkel He 45
- Focke-Wulf Fw 58
- Messerschmitt Bf 110

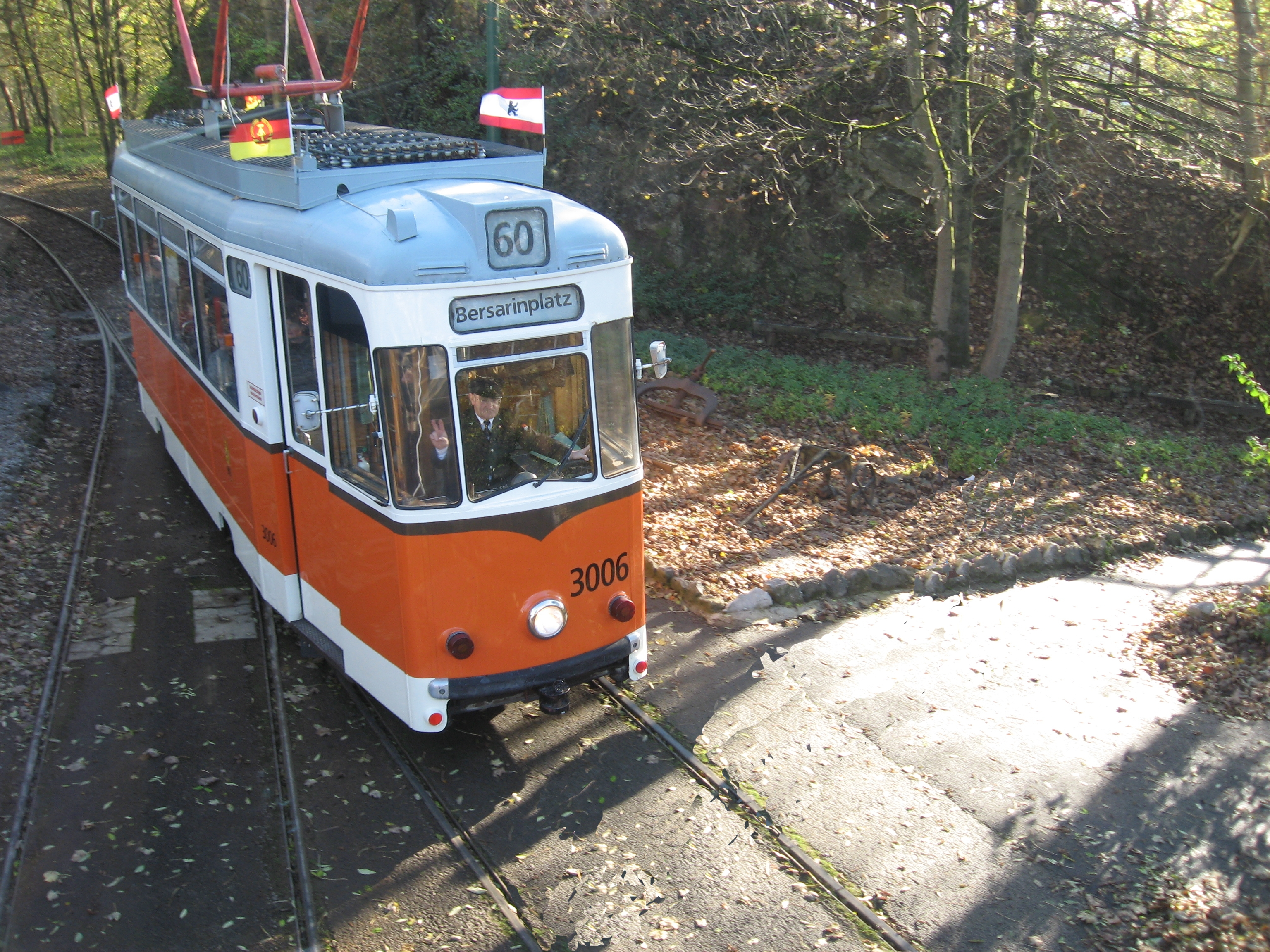
Berliński tramwaj w National Tramway Museum, Crich, Anglia

Po wojnie miasto Gotha trafiło do radzieckiej strefy okupacyjnej. Dla zakładów oznaczało to początkowo zmianę formy własności, a w 1947 roku rozmontowanie urządzeń i wywiezienie ich do ZSRR. Wraz z powstaniem Niemieckiej Republiki Demokratycznej zakłady Gotha zostały znacjonalizowane, zmieniając nazwę na VEB Gotha.
W latach 1953–1960 powrócono do produkcji lotniczej przez budowę przedwojennych typów szybowców: 329 sztuk SG 38 oraz 68 Grunau Baby IIb. Skonstruowano również dwumiejscowy szybowiec Go 530 (FES 530/II) „Lehrmeister”. Rok 1960 to ostateczne zerwanie z lotnictwem i skupienie produkcji na wagonach i tramwajach.
Przedsiębiorstwo funkcjonuje do dziś pod nazwą Schmitz-Gotha Fahrzeugwerke GmbH.